# Thoros I
Thoros I (Armeens: Թորոս Ա) (ook wel Toros of Theodoor) (10?? - overleden 1129) was de opvolger van Constantijn I als vorst van Armeens Cilicië tussen 1102 en 1129.
Voordat Thoros vorst van Armeens Cilicië werd, bezat hij de titel van Prins van de bergen (vermoedelijk het Taurus gebergte). Nadat hij zijn vader had opgevolgd, zette hij zijn samenwerking met de kruisvaarders verder voort en breidde die uit. Met deze opgezette allianties kon hij het dreigende leger van de Seljoek-Turken in 1107 verslaan bij Marash, met de hulp van Tancred, prins-gemaal van Antiochië. Dit deed hij het jaar erop door een Byzantijns leger bij Anavarza te verslaan. Door deze overwinningen kon hij zijn vorstendom uitbreiden met Anavarza, Sis (dat hoofdstad werd van het Prinsdom) tot aan de rivier de Pyramus. Zijn zoon Constantijn II van Armenië volgde hem op in 1129.